# Colotis agoye
Colotis agoye är en fjärilsart som först beskrevs av Hans Daniel Johan Wallengren 1857.  Colotis agoye ingår i släktet Colotis och familjen vitfjärilar. Inga underarter finns listade i Catalogue of Life.